# Leucospis funerea
Leucospis funerea är en stekelart som beskrevs av August Schletterer 1890. Leucospis funerea ingår i släktet Leucospis och familjen Leucospidae. Inga underarter finns listade i Catalogue of Life.